# Jumnos ruckeri
Jumnos ruckeri är en skalbaggsart som beskrevs av Saunders 1839. Jumnos ruckeri ingår i släktet Jumnos och familjen Cetoniidae.

## Underarter
Arten delas in i följande underarter:
- J. r. satoi
- J. r. nosei
- J. r. tonkinensis
- J. r. pfanneri